# Dire Dawa
Dire Dawa (amharsky ድሬ ዳዋ, oromsky Dirre Dhawaa, somálsky Dir Dhabe, což znamená konec Diru), je jedním ze dvou statutárních měst v Etiopii. Po hlavním městě Addis Abebě jde o druhé největší město v Etiopii.
Dire Dawa se nachází ve východní části země, na řece Dechatu, na úpatí Ahmarských hor, které ho obklopují. Jedná se o průmyslové centrum okolní oblasti. Městem prochází džibutsko-etiopská železnice a nedaleko od něj leží mezinárodní letiště Aba Tenna Dejazmach Yilma.

## Historie

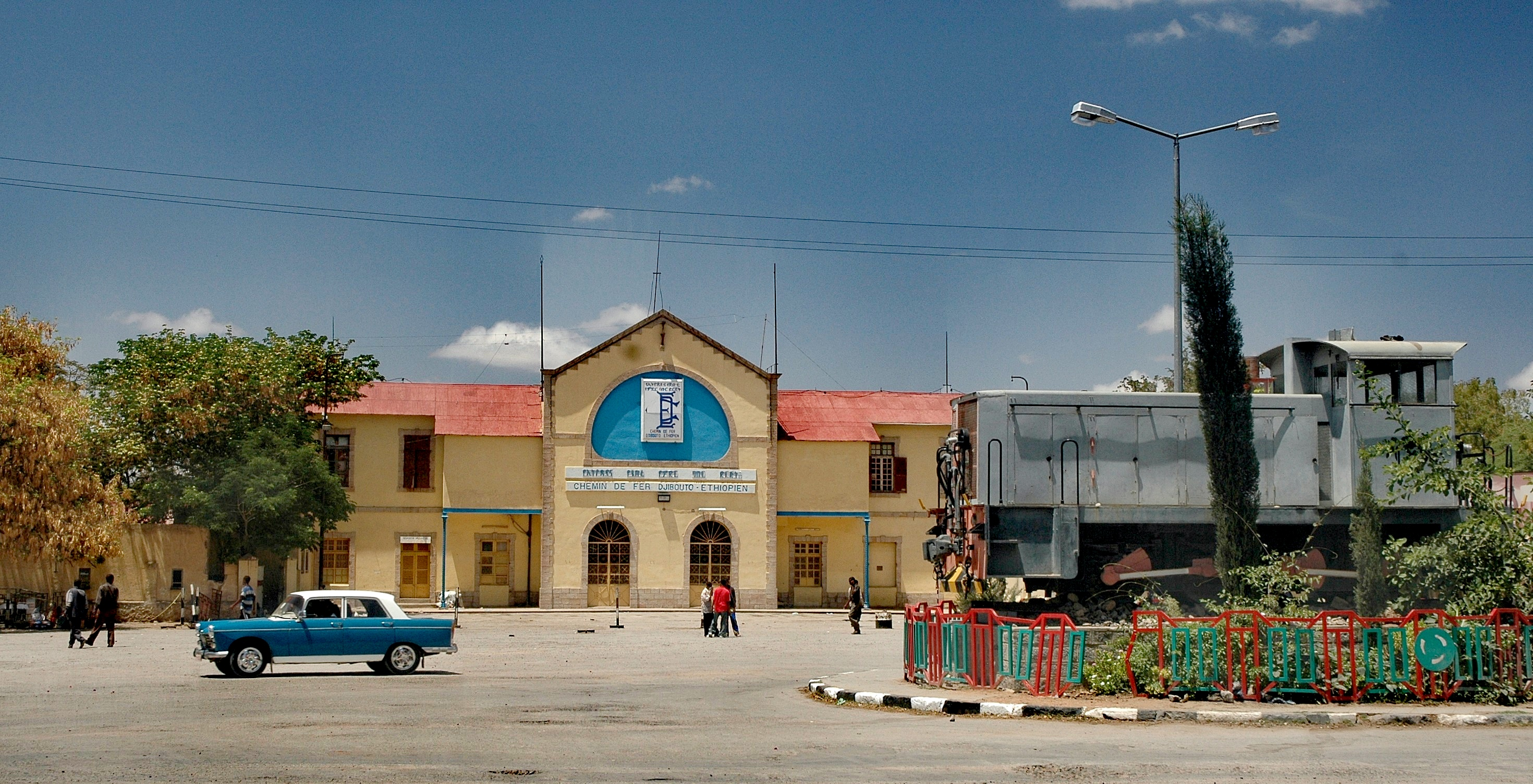
Nádraží v Dire Dawě

Město je postaveno na místě původní vesnice, která se nazývala Addis Harar (amharsky Nový Harar). V roce 1902 zde končil první úsek džibutsko-etiopské železnice. Protože trať měla původně končit v Hararu, bylo město pojmenováno podle nedaleké vesnice, aby nedocházelo k nedorozumění. Bylo postaveno okolo nádraží podle regulačního plánu jako jediné v tehdejší Etiopii. Přitom bylo rozděleno na dvě čtvrtě (jednu pro Evropany a druhou pro domorodce), které oddělovala řeka Dechatu. Město, jehož založení se oficiálně datuje 1905, spravovali až do roku 1931 Francouzi a bylo jejich exklávou v Etiopii, a proto je známo též pod francouzským názvem Dire Daoua.
Železniční společnost hrála v raném vývoji města klíčovou roli, u nádraží vznikly železniční opravny. V roce 1928 bylo město propojeno s Hararem novou silnicí. Po přechodu pod etiopskou správu otevřela Etiopská banka svoji první pobočku v centru města. Město mělo v té době elektrické osvětlení a rozvod pitné vody.
Během italské invaze Mussolini nařídil, aby Addis Abeba a Dire Dawa byly ušetřeny leteckých útoků, které tehdy Itálie vedla i za použití chemických zbraní, v odpověď na požadavky Spojených států a některých evropských zemí ohledně bezpečnosti jejich občanů. V Dire Dawě se setkaly 6. května 1936 obě italské kolony, které postupovaly z Eritrey od severu a ze Somálska od jihovýchodu. Z tohoto důvodu lze nalézt jméno města i v italském přepisu Dire Daua.
Po osvobození země v roce 1941 život v Dire Dawě odrážel rozpad tradičních kultur, které italská okupace uspíšila. V roce 1947 zde železničáři založili odborovou organizaci, jejímž cílem byla péče o zaměstnance. Ovšem její pokus o stávku v roce 1949 byl považován za vlastizradu a byl potlačen císařskými vojsky. V roce 1955 byl na ústředním náměstí zaveden veřejný rozhlas, který přejímal státní rozhlasové vysílání.
Etiopská revoluce zasáhla město v mnoha ohledech. Nepokoje ve městě vznikly v dubnu 1974, ještě před vojenským pučem. Poté, co se vlády zmocnila marxistická junta, odešli z města nejen Evropané, ale i Arabové z Jemenu, Indové a Arméni. Dne 3. února 1975 Derg oznámil, že znárodní 14 textilních podniků včetně továrny ve městě. Později byla znárodněna i místní cementárna. V srpnu roku 1976 bylo propuštěno celé vedení místní pobočky svazu učitelů za tzv. kontrarevoluční aktivity. Během etiopsko-somálské války znamenala úspěšná obrana města proti somálské armádě ve dnech 17. až 18. srpna 1977 klíčové střetnutí a obrat ve válce. Poté došlo k vysídlování domorodých Somálců a následnému dosídlení města a okolí obyvatelstvem z jiných oblastí země. Dire Dawa byla osvobozena silami Etiopské lidové revoluční demokratické fronty až na konci etiopské občanské války 31. května 1991. Údajně přitom padlo 100 osob.
Během federalizace Etiopie došlo k četným střetům mezi ozbrojenými skupinami lidové revoluční fronty, protože jak Osvobozenecká fronta Issů a Gurgurů, tak Oromská osvobozenecká fronta si na město činily nárok. Tvrdí se, že to jeden z důvodů, proč bylo město vyčleněno z Oromie a stalo se jedním ze dvou statutárních etiopských měst. Přesto neklid přetrvával a například dne 24. června 2002 Oromská osvobozenecká fronta provedla teroristický útok malou explozí v sídle etiopské železnice ve městě s odůvodněním „na pokračující pronásledování oromských studentů, obchodníků a zemědělců etiopskou vládou“. Na druhé straně to byl doposud (2015) poslední bombový útok v Etiopii, ke kterému se tato fronta přihlásila.
Město je postihováno povodněmi během období dešťů mezi červnem a zářím. Při povodni v roce 2005 zahynulo více než 200 lidí a škody dosáhly miliónů dolarů. Podobná situace nastala v srpnu 2006, kdy se řeka Dechatu vylila z břehů; bylo hlášeno asi 200 mrtvých, tisíce obyvatel muselo být evakuováno a na nemovitostech vznikly rozsáhlé škody.

### Starostové a předsedové městské rady
Seznam starostů:
| 1990 |   |      |  | Dametew Demissie   |
| 1990 | - | 2003 |  | Solomon Hailu      |
| 2003 | - | 2006 |  | Fisseha Zerihun    |
| 2006 | - | 2008 |  | Abdulaziz Mohammed |
| 2008 | - | 2010 |  | Adem Farah         |
| 2010 | - |      |  | Ased Ziad (dosud)  |

## Podnebí
Podnebí ve městě je tropické, ovlivněné nadmořskou výškou. Průměrná roční teplota je 25,24 °C, úhrn ročních srážek je 594 mm, průměrná roční vlhkost dosahuje zhruba 42 %.
| Dire Dawa – podnebí         | Dire Dawa – podnebí | Dire Dawa – podnebí | Dire Dawa – podnebí | Dire Dawa – podnebí | Dire Dawa – podnebí | Dire Dawa – podnebí | Dire Dawa – podnebí | Dire Dawa – podnebí | Dire Dawa – podnebí | Dire Dawa – podnebí | Dire Dawa – podnebí | Dire Dawa – podnebí | Dire Dawa – podnebí |
| Období                      | leden               | únor                | březen              | duben               | květen              | červen              | červenec            | srpen               | září                | říjen               | listopad            | prosinec            | rok                 |
| --------------------------- | ------------------- | ------------------- | ------------------- | ------------------- | ------------------- | ------------------- | ------------------- | ------------------- | ------------------- | ------------------- | ------------------- | ------------------- | ------------------- |
| Průměrné denní maximum [°C] | 27,2                | 28,0                | 30,0                | 29,0                | 31,0                | 33,5                | 32,0                | 31,0                | 29,9                | 28,5                | 27,5                | 27,0                | 29,6                |
| Průměrná teplota [°C]       | 22,1                | 23,1                | 25,7                | 26,2                | 27,6                | 28,4                | 27,1                | 26,1                | 26,5                | 25,7                | 22,9                | 21,5                | 25,2                |
| Průměrné denní minimum [°C] | 14,0                | 15,5                | 16,3                | 20,0                | 21,3                | 22,4                | 20,6                | 20,1                | 20,5                | 19,5                | 15,7                | 15,0                | 18,4                |
| Průměrné srážky [mm]        | 15                  | 33                  | 67                  | 103                 | 55                  | 20                  | 80                  | 117                 | 60                  | 19                  | 17                  | 8                   | 594                 |
| Relativní vlhkost [%]       | 43,9                | 49,8                | 45,0                | 47,0                | 39,3                | 37,6                | 41,4                | 45,1                | 39,7                | 31,3                | 39,1                | 42,6                | 41,8                |
| Zdroj: Levoyageur Weather   |                     |                     |                     |                     |                     |                     |                     |                     |                     |                     |                     |                     |                     |

## Obyvatelstvo
Podle údajů Etiopského ústředního statistického úřadu žilo podle sčítání obyvatelstva v roce 2007 v Dire Dawě 341 834 obyvatel, z nichž bylo 171 461 mužů a 170 461 žen; 233 224 (68,23 %) tvořila městská populace. V celém městě bylo 76 815 domácností v 72 937 bytových jednotkách, což znamená průměrně 4,5 osoby na jednu domácnost, přičemž městské domácnosti měly v průměru 4,2 osob a venkovské 4,9. Zastoupeny zde jsou následující etnické skupiny: Oromové (45 %), Somálci (42 %), Amharové (9 %), Guragové (3 %), a Harari (1 %). Nejrozšířenějším náboženstvím je islám (70,8 %) a dále etiopská pravoslavná církev 25,71%, protestanti 2,81 % a etiopská katolická církev 0,43 %.
Podle průzkumu v roce 2004 mělo 90,76 % obyvatel přístup k nezávadné pitné vodě, z toho 69,61 % venkovského a 99,48 % městského obyvatelstva.
Podle dalšího průzkumu byly ukazatele životní úrovně v roce 2005 následující: 11,4 % obyvatel spadalo do nejnižší kategorie bohatství; gramotnost dospělých mužů byla 76,6 % a žen 53 %; kojenecká úmrtnost byla 71 úmrtí na 1000 živě narozených dětí, což je méně, než je celostátní průměr 77; k nejméně polovině těchto úmrtí došlo v prvním měsíci života.

## Hospodářství
Ve městě je textilní továrna, cementárna a výrobna betonových prefabrikovaných pražců (od roku 2007).
Podle odhadů Etiopského ústředního statistického úřadu vlastnili zemědělci v roce 2005 v Dire Dawě 40 400 kusů dobytka, což představovalo 0,1 % z celkového počtu stád v Etiopii, dále 46 280 ovcí (0,27 %), 118 770 koz (0,92 %), 8 820 oslů (0,35 %), 5 070 velbloudů (1,11 %), 44 740 kusů drůbeže všeho druhu (0,14 %) a 840 včelstev (méně než 0,1 %).
V Dire Dawě existuje od srpna 1906 poštovní úřad (byl zřízen po Addis Abebě a Hararu jako třetí v Etiopii). Telefon byl zaveden v 1954, takže v roce 1967 zde bylo téměř 500 telefonních stanic.
Ve městě se nachází několik tržnic, z nich největší se nazývá Taiwan, přičemž další dvě (Qefira a Melka Jebdu) jsou jen o málo menší.
Městem prochází džibutsko-etiopská železnice a Dide Dawa je její největší nácestná stanice. Zároveň se zde od května 2014 staví nová trať normálního rozchodu z Addis Abeby do Džíbútí. Mimo to je město dopravně propojeno autobusovými linkami Selam Bus Line Share Company. Nedaleko od něj leží mezinárodní letiště Aba Tenna Dejazmach Yilma.